# Kamaz

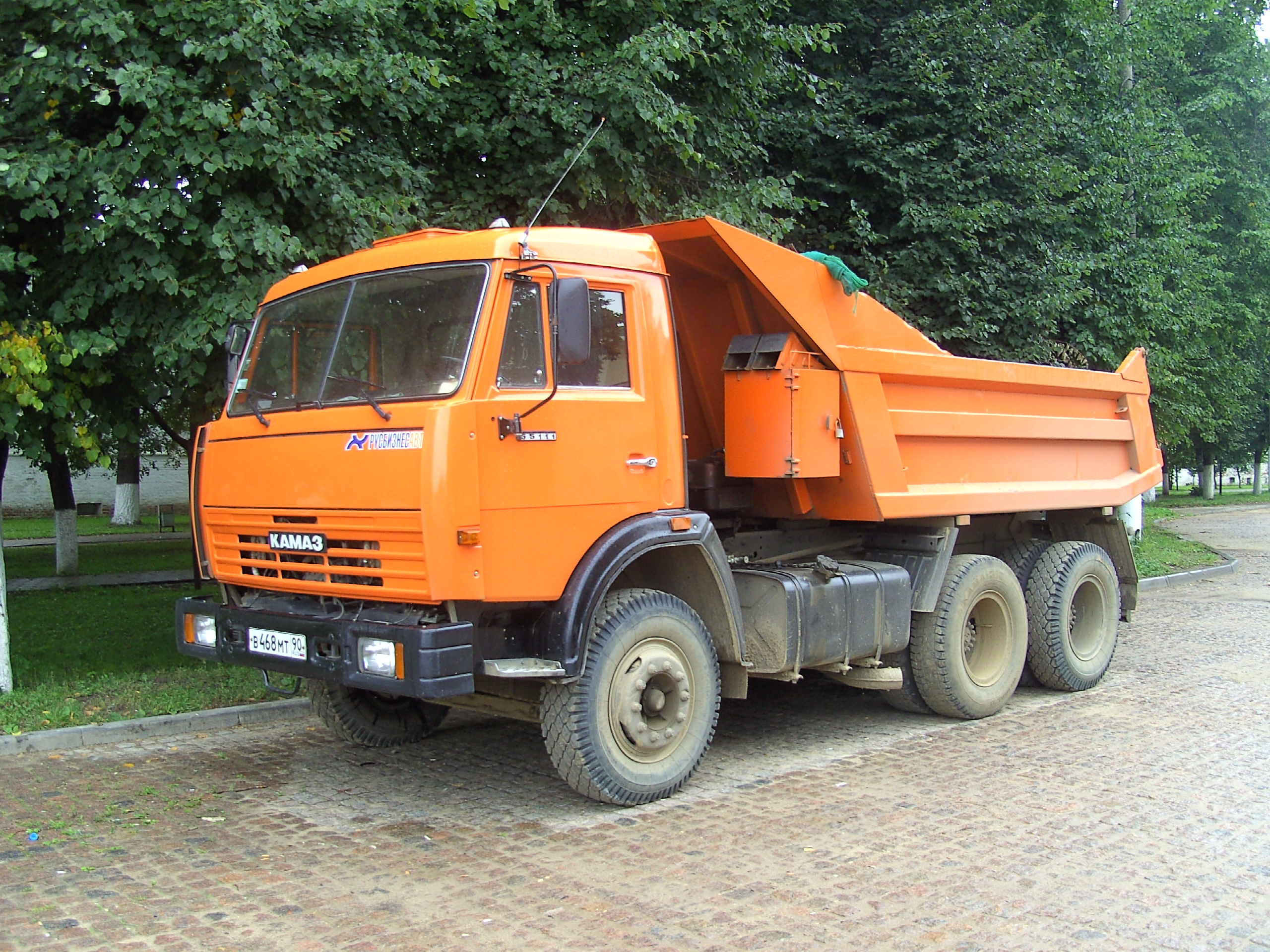
Un Kamaz 55111

La Kamaz (in russo Камaз (Камский автомобильный завод)?, Kamskij avtomobil'nij zavod) è una casa produttrice di autocarri russa.

## Storia
Nel 1969 il Comitato Centrale del PCUS e il Concilio ministeriale dell'URSS decisero di cominciare la costruzione di fabbriche di veicoli da lavoro nella città di Naberežnye Čelny.
L'edificazione cominciò il 13 dicembre 1969, ma il primo veicolo marchiato Kamaz uscì dalla catena di montaggio il 16 febbraio 1976.
Nel 1987 fu creata la linea di montaggio della prima autovettura, la Oka, creando la società specifica AutoVaz e il cui primo esemplare uscì il 21 dicembre 1987.
Il 25 giugno 1990 la fabbrica diventò una società per azioni.
Il 14 aprile 1993 un rogo distrusse la fabbrica motori della Kamaz.
Fino al 2005, Kamaz aveva anche la maggioranza delle azioni della fabbrica di autovetture AutoVAZ che è poi stata venduta al gruppo Severstal'.

## Risultati sportivi

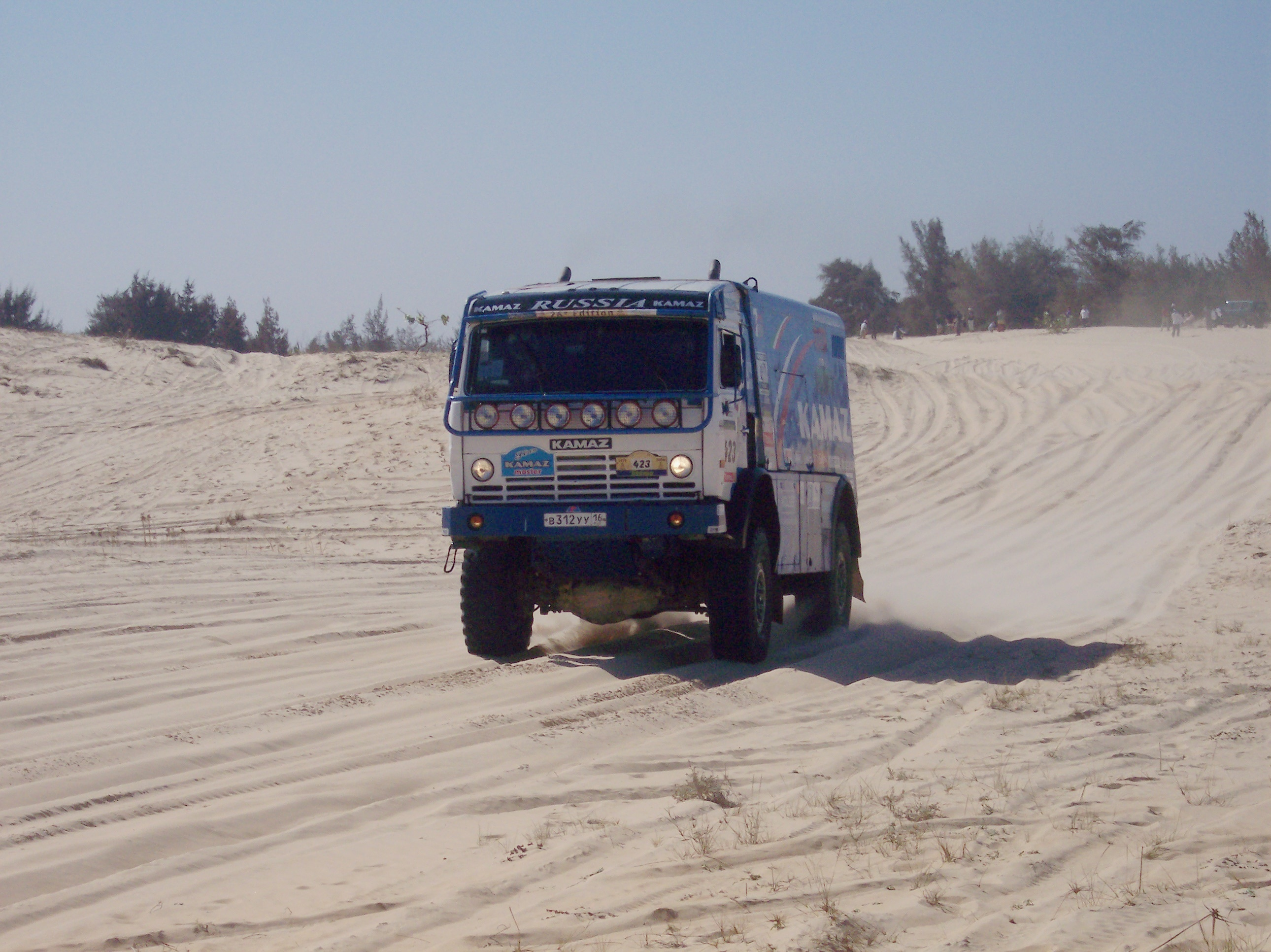
Un camion Kamaz al Rally Dakar 2004

La casa costruttrice russa partecipa attivamente ai rally raid nei quali è prevista la categoria camion; i veicoli Kamaz hanno vinto la Rally Dakar nella categoria per 19 volte fino al 2022 e 14 tappe su 14 della Rally Dakar 2010 sono state vinte da suoi veicoli. Anche le edizioni 2013, 2014, 2015 sono state vinte dai camion Kamaz; l'edizione 2015 ha visto 3 camion Kamaz ai primi 3 posti.
Rally Dakar
| Edizione | Pilota            | Rotta                                     | Risultato |
| -------- | ----------------- | ----------------------------------------- | --------- |
| 1996     | Viktor Moskovskij | Granada — Dakar                           | 1º posto  |
| 2000     | Vladimir Čagin    | Parigi — Dakar — El Cairo                 | 1º posto  |
| 2002     | Vladimir Čagin    | Arras — Madrid — Dakar                    | 1º posto  |
| 2003     | Vladimir Čagin    | Marsiglia — Sharm el Sheikh               | 1º posto  |
| 2004     | Vladimir Čagin    | Clermont-Ferrand — Dakar                  | 1º posto  |
| 2005     | Firdaus Kabirov   | Barcellona — Dakar                        | 1º posto  |
| 2006     | Vladimir Čagin    | Lisbona — Dakar                           | 1º posto  |
| 2009     | Firdaus Kabirov   | Buenos Aires – Valparaíso - Buenos Aires  | 1º posto  |
| 2010     | Vladimir Čagin    | Buenos Aires – Antofagasta - Buenos Aires | 1º posto  |
| 2011     | Vladimir Čagin    | Buenos Aires – Arica - Buenos Aires       | 1º posto  |
| 2013     | Ėduard Nikolaev   | Lima - Santiago del Cile                  | 1º posto  |
| 2014     | Andrey Karginov   | Rosario - Valparaíso                      | 1º posto  |
| 2015     | Ayrat Mardeev     | Buenos Aires – Iquique - Buenos Aires     | 1º posto  |
| 2017     | Ėduard Nikolaev   | Asunciòn - Buenos Aires                   | 1º posto  |
| 2018     | Ėduard Nikolaev   | Lima - Cordoba                            | 1º posto  |
| 2019     | Ėduard Nikolaev   | Lima - Lima                               | 1º posto  |
| 2020     | Ėduard Nikolaev   | Jeddah - Qiddiyah                         | 1º posto  |
| 2021     | Dmitrij Sotnikov  | Jeddah - Jeddah                           | 1º posto  |
| 2022     | Dmitrij Sotnikov  | Jeddah - Jeddah                           | 1º posto  |

## Modelli

### Camion
Dal 2006 Kamaz ha prodotto:
- Kamaz 6520 6x4 Camion trasporto rifiuti & 6x4 Telaio
- Kamaz 6540 8x4 Camion trasporto rifiuti & 8x4 Telaio
- Kamaz 6522 6x6 Camion trasporto rifiuti & 6x6 Telaio
- Kamaz 55111 6x4 Camion trasporto rifiuti & 6x4 Telaio
- Kamaz 65115 6x4 Camion trasporto rifiuti & 6x4 Telaio
- Kamaz 65111 6x6 Camion trasporto rifiuti
- Kamaz 53605 4x2 Camion trasporto rifiuti
- Kamaz 43253 4x2 Side truck & 4x2 Telaio
- Kamaz 43118 6x6 Side truck & 6x6 Telaio
- Kamaz 43114 6x6 Side truck & 6x6 Telaio
- Kamaz 65117 6x4 Side truck & 6x4 Telaio
- Kamaz 53215 6x4 Side truck & 6x4 Telaio
- Kamaz 4326 4x4 Side truck & 4x4 Telaio, Camion configurazione Rally Dakar
- Kamaz 4911 4x4 Camion configurazione Rally Dakar
- Kamaz 4308 4x2 camion medio raggio & 4x2 Telaio
- Kamaz 53205 6x4 Telaio
- Kamaz 53229 6x4 Telaio
- Kamaz 53228 6x4 Telaio
- Kamaz 54115 6x4 Trattore
- Kamaz 5460 4x2 Trattore
- Kamaz 65116 6x4 Trattore
- Kamaz 6460 6x4 Trattore
- Kamaz 6560 8x8 Telaio
- Kamaz 44108 6x6 Trattore
- Kamaz 65225 6x6 Trattore
- Kamaz 65226 6x6 Trattore

### Altri veicoli
- Kamaz 4310 6x6 Telaio
- Kamaz 43269 Vystrel (BPM-97) veicolo corazzato
- Kamaz Barhan veicolo 4x4 multiuso, un prototipo a grandezza naturale di SUV costruito sul telaio del Kamaz 43501, creato dalla CaRS, una azienda privata. Il prototipo originale era allestito sul telaio del GAZ-66.